# ヤッコ・タルス
ヤッコ・タピオ・タルス（よりフィンランド語に近い表記ではヤーッコ・タピオ・タッルス、Jaakko Tapio Tallus 1981年2月23日- ）は、フィンランド、北カルヤラ県リエクサ出身のノルディック複合選手。2002年ソルトレークシティオリンピックでは団体でヤリ・マンティラ、ハンヌ・マンニネン、サンパ・ラユネンと共に金メダル、個人15kmでも銀メダルを獲得、個人スプリントでも4位に入った。また2006年トリノオリンピックにも出場し団体ではマンニネンらと共に銅メダルを獲得、個人15km及びスプリントでそれぞれ5位入賞を果たしている。ノルディックスキー世界選手権でも2007年の札幌大会で団体金メダル、2001年、2003年の大会で銅メダルを獲得している。
ノルディック複合・ワールドカップでは個人戦の勝利はなく2位が4回、3位が3回ある。2002年以降個人での表彰台から遠ざかっていたが2007年2月のザコパネで行われた大会で5年ぶりに表彰台に登った。総合では2001/2002シーズンに4位となっている。